# Åke Gillström
Karl Åke Gillström, född 27 juli 1927 i Bergsjö församling i Gävleborgs län, död 26 september 2008 i Heliga Trefaldighets församling i Gävle, var en svensk politiker (socialdemokrat). Han var riksdagsledamot 1974–1979 för Gävleborgs läns valkrets och från 1 november 1970 var han kommunfullmäktiges ordförande i Gävle kommun. Gillström var även skolchef i Gävle kommun på 1980-talet. Inför Gävle stads 550-årsjubileum, skrev han boken Den samtida historien: studier till Gävles 550-årsjubileum 1996.
Gillström innehade flera förtroendemannauppdrag i Gävle under sin verksamma tid inom politiken. Han är en av få vars handlingar finns bevarade i Gävle kommuns personarkiv.